# Acacoyagua
Acacoyagua é um município do estado do Chiapas, no México. A população do município calculada no censo 2005 era de 14.653 habitantes.